# Completamento a base
In matematica, in particolare in algebra lineare, il completamento a base è un algoritmo utile a completare un insieme di vettori linearmente indipendenti di uno spazio vettoriale ad una base dello spazio.

## Il teorema di completamento della base
Sia {\displaystyle V} uno spazio vettoriale su un campo {\displaystyle K}, di dimensione {\displaystyle n}. Il teorema di completamento a base, anche detto teorema della base incompleta, asserisce che se {\displaystyle \mathbf {v} _{1},\ldots ,\mathbf {v} _{k}} sono vettori linearmente indipendenti in {\displaystyle V} si ha:
- Il numero {\displaystyle k} è minore o uguale a {\displaystyle n}.[1]
- Se {\displaystyle k<n} allora esistono {\displaystyle n-k} vettori {\displaystyle \mathbf {v} _{k+1},\ldots ,\mathbf {v} _{n}} tali che l'insieme ordinato {\displaystyle \mathbf {v} _{1},\ldots ,\mathbf {v} _{k},\mathbf {v} _{k+1},\ldots ,\mathbf {v} _{n}} è base[2] di {\displaystyle V}.

### Dimostrazione e algoritmo
La dimostrazione fornisce un algoritmo che consente di trovare concretamente i vettori {\displaystyle \mathbf {v} _{k+1},\ldots ,\mathbf {v} _{n}}. Sia {\displaystyle \mathbf {v} _{1},\ldots ,\mathbf {v} _{k}} un sottoinsieme di {\displaystyle V} composto da vettori linearmente indipendenti. Si aggiunga al sottoinsieme una base nota {\displaystyle \mathbf {w} _{1},\ldots ,\mathbf {w} _{n}} dello spazio {\displaystyle V}. Si ottiene quindi l'insieme ordinato:
{\displaystyle S=(\mathbf {v} _{1},\ldots ,\mathbf {v} _{k},\mathbf {w} _{1},\ldots ,\mathbf {w} _{n})}
L'insieme {\displaystyle S} genera tutto lo spazio {\displaystyle V}, ed è allora possibile applicare l'algoritmo di estrazione di una base. Questo algoritmo elimina, partendo da sinistra, quei vettori che sono dipendenti dai vettori precedenti. Poiché i primi {\displaystyle k} sono indipendenti, l'algoritmo eliminerà soltanto alcuni dei vettori {\displaystyle \mathbf {w} _{i}}, ottenendo una base contenente {\displaystyle \mathbf {v} _{1},\ldots ,\mathbf {v} _{k}}.

## Esempio
I vettori {\displaystyle (2,1,0)} e {\displaystyle (1,1,0)} in {\displaystyle \mathbb {R} ^{3}} sono indipendenti. Quindi esiste un terzo vettore che forma una base con questi due, e può essere trovato usando l'algoritmo di completamento. Si aggiunge quindi ai due vettori la base canonica:
{\displaystyle {\begin{pmatrix}2\\1\\0\end{pmatrix}},{\begin{pmatrix}1\\1\\0\end{pmatrix}},{\begin{pmatrix}1\\0\\0\end{pmatrix}},{\begin{pmatrix}0\\1\\0\end{pmatrix}},{\begin{pmatrix}0\\0\\1\end{pmatrix}}}
L'algoritmo di estrazione mantiene i primi due vettori, quindi elimina il terzo e il quarto (entrambi generati dai primi due: A - B = C, -1 (A) + 2 B = D), e tiene di conseguenza il quinto. Si ottiene quindi la base:
{\displaystyle {\begin{pmatrix}2\\1\\0\end{pmatrix}},{\begin{pmatrix}1\\1\\0\end{pmatrix}},{\begin{pmatrix}0\\0\\1\end{pmatrix}}}